# 格迪爾體育會
格迪爾體育會（Union Sportive Créteil-Lusitanos Football，法語發音：[yunyən spɔrtɪv kʁetɛi-lusitɛ̃no]；一般稱為格迪爾體育會（US Créteil），簡稱格迪爾（Créteil）），是一支為於法國克雷泰伊的法國職業足球會，成立於1936年，現時於法國全國乙組聯賽作賽。

## 外部連結
- （法文） 官方網站 （页面存档备份，存于）